# Bibans

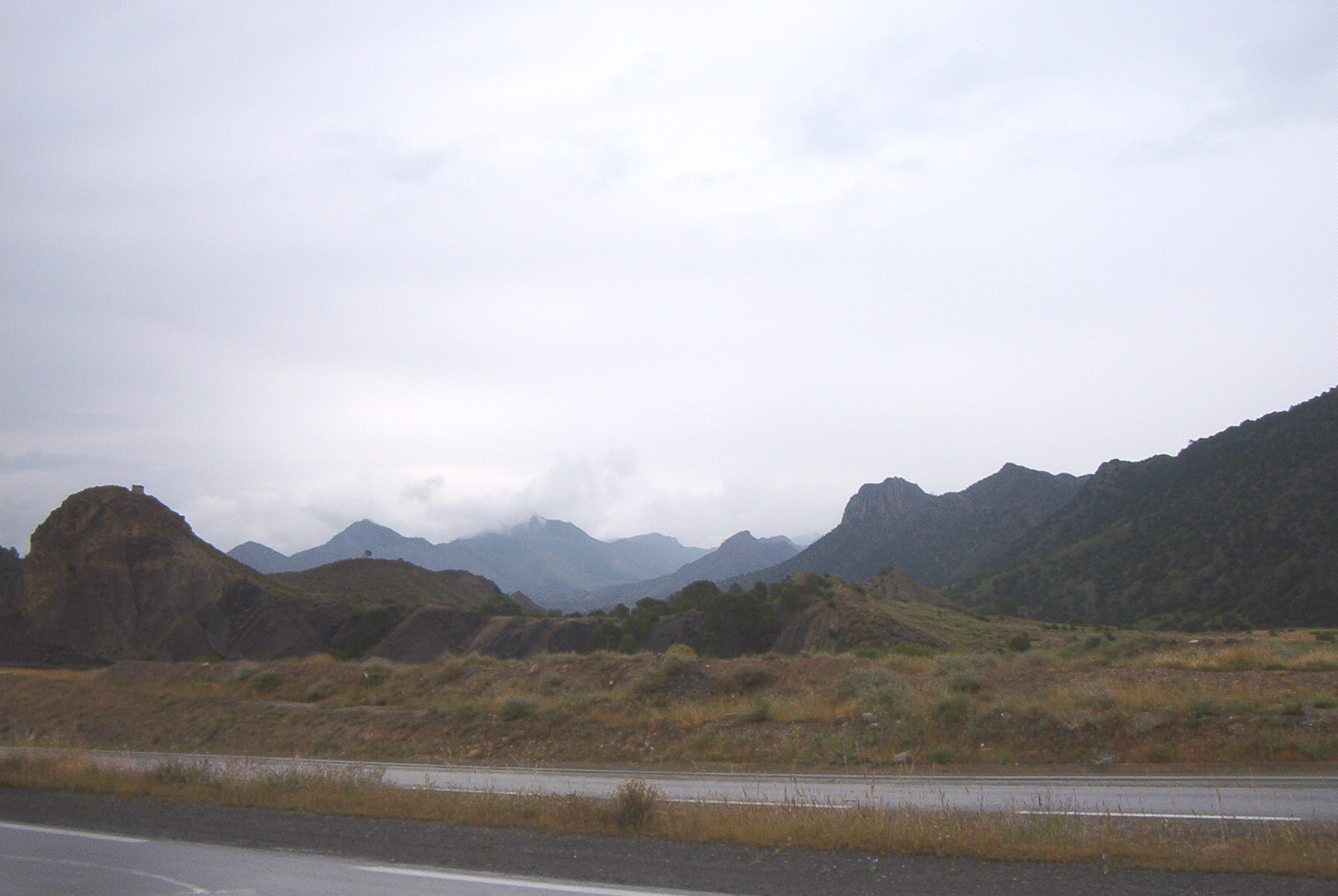
Die Bibans-Bergkette

Die Bibans (arabisch البيبان, kabylisch ⵜⵉⴳⴳⵓⵔⴰ Tiggoura) sind eine Kette von Bergen im nördlichen Algerien, die im Süden an die Kabylei grenzen. Die höchsten Gipfel sind der 1862 m hohe Mansoura (جبل منصورة) und der 1832 m hohe Choukchout (شوكشوط). Die Bibans sind ein Gebirgszug des Tellatlas. Alle strategisch wichtigen Überwachungspunkte liegen auf Höhe der Pässe der Biban-Berge (Iron Gates). Die bedeutendste Schlucht ist das Bab al-Kabir ‚große Tor' und verbindet über das Wadi Chebba Algier mit der Eisenbahn. Etwa 2 km östlich liegt das Bab al-Saghir ‚das kleine Tor‘.
Die Einwohner der Dörfer gehen typischen kabylischen Gepflogenheiten nach, wie der Ziegen- und Bienenzucht. Äcker werden vornehmlich für die Ölbaumaufzucht bestellt. In diversen Gemeinden werden Ölmühlen betrieben.